# Friedersdorf, Ilm
Friedersdorf là một đô thị ở huyện Ilm, bang Thüringen, Đức. Đô thị này có diện tích 3,11 km², dân số thời điểm 31 tháng 12 năm 2006 là 227 người.